# 宇佐浜遺跡
宇佐浜遺跡（うざはまいせき）は、沖縄県国頭郡国頭村、沖縄本島最北端の辺戸岬近辺にある縄文時代の遺跡。1972年（昭和47年）5月15日に国の史跡に指定された。

## 概要
国頭半島先端部は高さ20メートル以上の断崖となって海にのぞむが、遺跡はこの断崖直上のゆるやかな傾斜地に立地する。
遺跡は1970年に琉球政府によって発掘調査がおこなわれており、貝塚をともない、建物跡らしき遺構を検出し、また、土器、石器が出土した。琉球縄文土器時代後期に属する壺形尖底土器も出土している。この土器は宇佐浜式土器と呼ばれ、沖縄から出土する尖底土器のなかでは最古の部類と推定されている。奄美群島の宇宿上層式にほぼ平行し、年代としては本土の縄文時代末あるいは弥生時代はじめにあたる時期のものと推定される。
海浜近くにはこれより少し時期の新しい川田原式土器が出土し、建物跡と思われる遺構も検出されたが沖縄の先史時代の遺構としては初めて発見されたもので学史的にも価値が高い。